# Чунган
Чунган (кор. 중강군) — уезд (кун) в провинции Чагандо Северной Кореи.С северо-запада и с северо-востока граничит с Китайской Народной Республикой, с востока граничит с провинцией Янгандо. По границе с Китаем омывается рекой Ялуцзян.
Климат континентальный, с очень холодными зимами. 12 января 1933 года температура была −43 C°. Средняя январская температура — −19, 5 °C, в июле — +22,5 °C.
Сообщалось, что ракета Тайподонг была размещена в Чунгане в 1990-х годах и нацелена на Окинаву.